# 章守玉
章守玉（1897年9月3日—1985年9月3日），字君瑜，男，江苏苏州人，中国观赏园艺学家、园艺教育家，曾任第四届全国政协委员。